# Guthred
Guthred Hardicnutson, anche noto come Guthfrith (in norreno: Guðrøðr; latino: Guthfridus, Guthrethus; ... – 24 agosto 895), fu un re vichingo della Northumbria/Jórvík dall'883 circa fino alla sua morte.

## Biografia

### Ascesa al trono
Il primo re vichingo di York di cui si abbiano notizie, Halfdan Ragnarsson, fu espulso dalla Northumbria nell'877. Circa nell'883, nella sua Historia regum Anglorum, Simeone di Durham riporta che Guthred, in precedenza uno schiavo, venne elevato a Re di Northumbria. Un resoconto più dettagliato si trova nella Historia Dunelmensis Ecclesiae. 
«Durante questo periodo l'esercito [vichingo] e gli abitanti sopravvissuti, essendo senza un re, erano insicuri; al che il beato Cutberto stesso apparve in visione all'abate Eadred [del monastero di Carlisle]...[e] si rivolse a lui con le seguenti parole: "Va' dall'esercito dei danesi", disse, "e annuncia a quelli che sei venuto come mio messaggero e chiedi dove puoi trovare un ragazzo di nome Guthred, figlio di Hardacnut, che hanno venduto a una vedova. Dopo averlo trovato e aver pagato alla vedova il prezzo della sua libertà, lascia che sia condotto dinnazi a tutto il suddetto esercito, e la mia volontà e piacere è che sia eletto e nominato re a Oswiesdune, e che il braccialetto sia posto sul suo braccio destro.»

— Simeone di Durham, Historia Dunelmensis Ecclesiae, capitolo XXVIII

### Regno
Non è chiaro se Guthred fosse cristiano, ma i suoi rapporti con la comunità di San Cutberto, che era una forza importante nell'ex regno di Bernicia, e che era rimasta al di fuori dell'influenza di Halfdan Ragnarsson, la cui autorità era limitata all'ex regno di Deira (corrispondente circa all'attuale Yorkshire), erano buoni. Egli concesse molti terreni tra il Tyne e il Wear alla comunità. Questi erano appartenuti all'abbazia di Monkwearmouth-Jarrow e andarono a formare il nucleo centrale delle terre della chiesa di Durham. Guthred permise a Eadred di acquistare per la chiesa ulteriori terre intorno al Tees.
Simeone racconta, inoltre, che Guthred affrontò una grande invasione da parte degli scozzesi, che fu sconfitta con l'aiuto di San Cutberto.

### Morte
Guthred morì il 24 agosto 895 e fu sepolto nella Cattedrale di York. Lo storico anglosassone Æthelweard nel suo Chronicon riporta che nell'895: "Lì morì anche Guthfrith, re dei Northumbriani, nella festa dell'apostolo San Bartolomeo (24 agosto); il suo corpo è sepolto nella città di York nella chiesa principale."